# Emma Miskew
Emma Kathryn Miskew, född 14 februari 1989 i Ottawa, är en kanadensisk curlingspelare som representerar det kanadensiska landslaget.

## Biografi
Miskew medverkade vid de olympiska vinterspelen 2018. Hon har medverkat i fem VM-turneringar. I VM har hon tagit tre guld, ett silver och ett brons.